# 彼得罗·杰内拉利
彼得罗·杰内拉利（義大利語：Pietro Generali，1958年10月19日—），生于博洛尼亚，意大利男子篮球运动员。他曾随意大利国家队参加1980年夏季奥运会男子篮球比赛，结果获得银牌。